# THE BAND (漫画)
『THE BAND』（ザ・バンド）は、ハロルド作石による日本の漫画作品。2人の少年の友情を描いた音楽漫画で、『月刊少年マガジン』（講談社）にて、2025年1月号から連載中。本作品の舞台は名古屋市。2025年7月時点で電子書籍を合わせた累計部数が10万部を記録している。

## 登場人物
新木友平（あらき ゆうへい）
小学5年生の時、母親と共に行ったライブで刺激を受ける。学校ではイジメを受ける日々を送っていたが、同じライブに行っていた転校生の眞太朗（マタロー）と出会い、親友となる。中学に進学後も相変わらずイジメを受けていたが、三日月形のギターとの出会いやマタローと再会を経てギターにのめり込んでいく。
井畑眞太朗（いばた しんたろう）
小学5年生の時、友平の隣のクラスに転校してきた少年。友平と音楽の趣味を通じて親友になるが、一年半で再び転校してしまう。あだ名は「マタロー」。
マコちゃん
友平の叔父。友平に三日月形のギター「カワイ・ムーンサルト」を譲り渡す。

## 書誌情報
- ハロルド作石『THE BAND』講談社〈KCデラックス〉、既刊2巻（2025年8月12日現在）
  1. 2025年4月16日発売[4][5]、ISBN 978-4-06-538946-1
  2. 2025年8月12日発売[6]、ISBN 978-4-06-540168-2